# Porsche 911

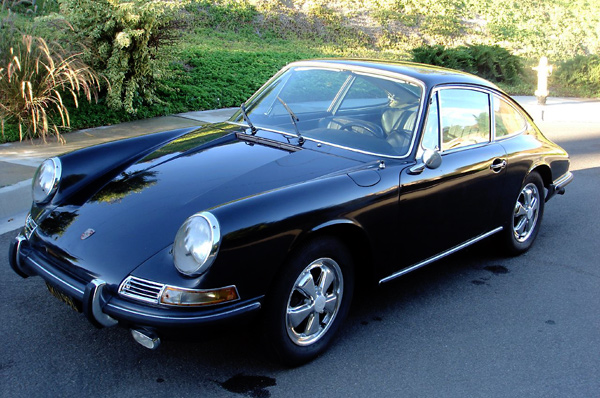
Porsche 911 S z roku 1967

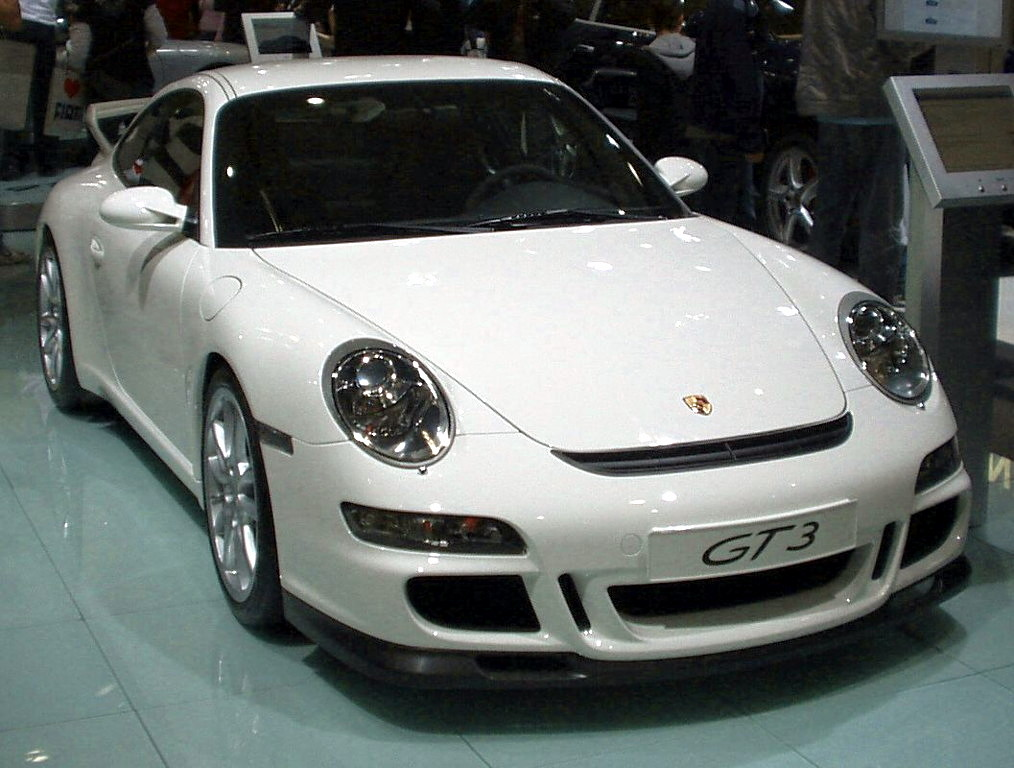
Porsche 911 GT3 z roku 2006

Porsche 911 je nejznámější sportovní automobil značky Porsche a je považován za její ztělesnění. Aktuální modelovou řadou od roku 2019 je osmá generace, označená 992.
Porsche 911 má kruhové přední světlomety a šikmě skloněnou zadní část. Pohonnou jednotkou je výlučně šestiválcový plochý motor s protilehlými písty, tzv. boxer. Až do roku 1997 bylo pro použité motory charakteristické chlazení vzduchem. Automobil původně nesl označení 901 podle číselné řady projektů automobilky, ale kvůli konfliktu s firmou Peugeot bylo číslo záhy změněno na 911. První závodní verze tohoto automobilu byla Porsche 911 Carrera, pojmenovaná podle mexického dálkového závodu Carrera Panamericana. Vyrábět se začala v roce 1964. Je to třídveřové kupé nebo částečně otevřený model s odnímatelnou střechou a bezpečnostním rámem targa, teprve v roce 1983 přibyl v modelové řadě také klasický kabriolet.
V letech 1965–1969 se souběžně vyráběl levnější, avšak vzhledově prakticky totožný model Porsche 912, který měl pouze plochý čtyřválcový vzduchem chlazený motor odvozený ze starého modelu Porsche 356. V roce 1976 pak byla ještě pro zákazníky v USA vyrobena malá série 2099 kusů modelu Porsche 912E s plochým čtyřválcovým boxerem převzatým z Porsche 914 s elektronicky řízeným vstřikováním Bosch L-Jetronic.

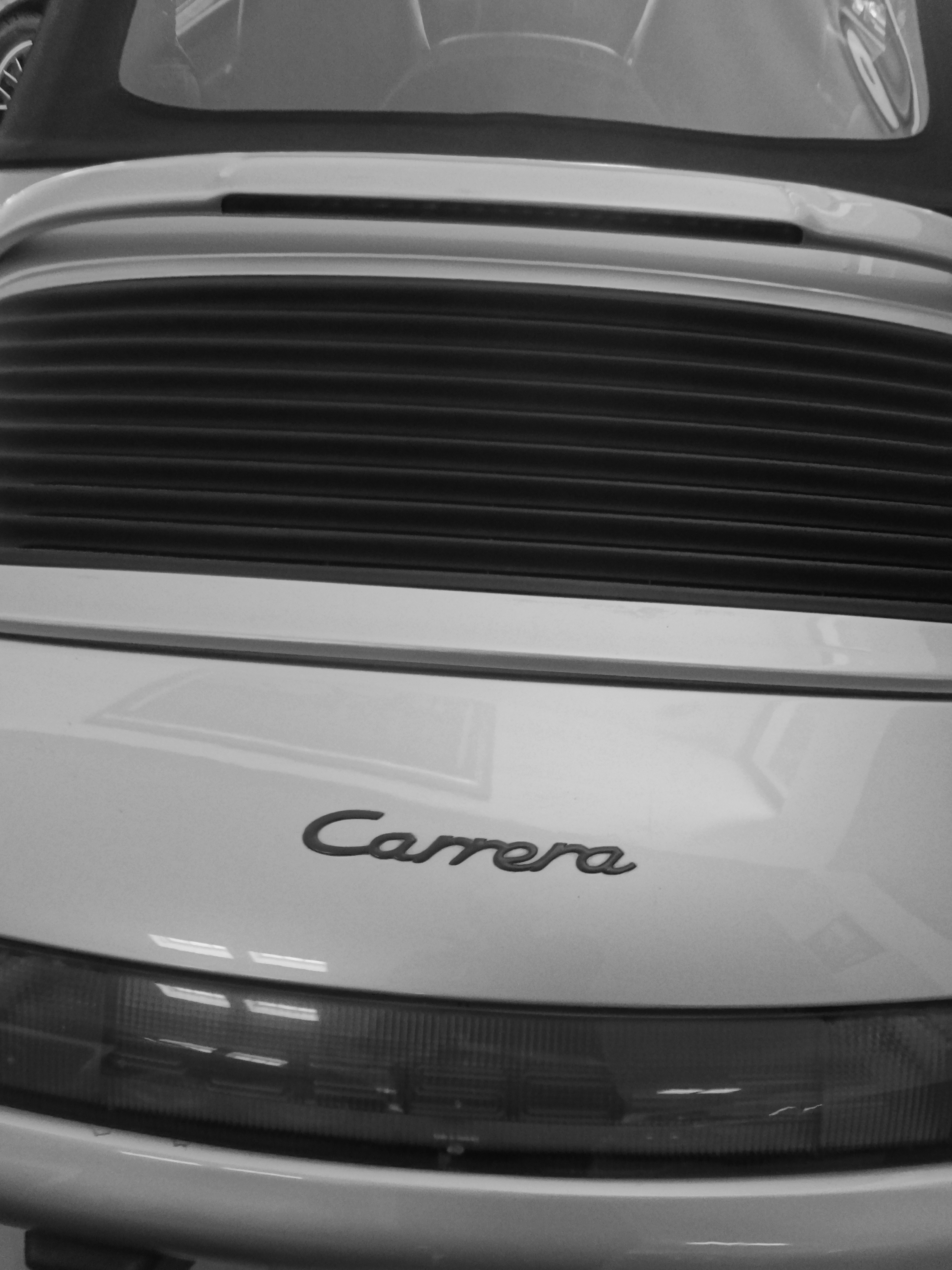
Porsche Carrera

## Současné modely
- Carrera
- Carrera S
- Carrera Cabriolet
- Carrera S Cabriolet
- Carrera GTS
- Carrera 4GTS
- Carrera 4
- Carrera 4S
- Carrera 4 Cabriolet
- Carrera 4S Cabriolet
- Targa 4
- Targa 4S
- Turbo
- Turbo Cabriolet
- Turbo S
- Turbo Cabriolet S
- Turbo Targa
- Turbo Targa 3.0
- Turbo RSR
- Turbo RSR 3.0
- GT2
- GT2 RS
- GT3
- GT3 RS
- GT3 RS 4.0

## Závodní verze

### Porsche 911 SC RS
Vycházela z typu 911 SC, který se objevil v roce 1978. Tento typ byl nasazován do rallye. Po zveřejnění předpisů pro skupinu B byl v roce 1981 představen prototyp, který měl pohon všech kol. Opravdový sportovní speciál SC RS se poprvé účastnil mistrovství světa v rallye 1983. Byl o 200 kg lehčí, měl rozšířenou karoserii a o 50 koní vyšší výkon. Výrobu zajišťovala společnost Prodrive. Porsche Rally Team se oficiálně neúčastnil mistrovství světa, ale pouze Mistrovství Evropy a středního východu. Přesto se na některých podnicích tyto vozy objevily. Na Blízkém východě se Saeed Al-Hajri stal mistrem. Několik vozů se také účastnilo Rallye Dakar.
Vůz měl samonosnou karoserii s rozšířenými blatníky a velkým zadním křídlem. Poháněl jej šestiválec typu boxer 930 Turbo o objemu 2994 cm³, který dosahoval výkonu 285 koní. Maximální rychlost byla 250 km/h a z nuly na 100 km/h zrychlil za 5,5 sekundy. Agregát byl vybaven elektronickým vstřikováním Bosch. Vůz měl manuální pětistupňovou převodovku. Tlumiče byly od firmy Bilstein. Víka kufru a motoru a dveře byly z lehkých slitin. Váha vozu byla 980 kg. Vůz byl dlouhý 4291 mm a široký 1750 mm.

## Tabulka vývoje Porsche 911
| Porsche 911 |           |           |           |           |           |           |           |           |           |           |           |           |           |           |           |           |           |           |           |           |           |           |           |           |           |           |           |           |           |           |           |           |           |           |           |           |           |           |           |           |           |           |           |           |           |           |           |           |           |           |           |           |           |           |           |           |           |           |           |           |
| Model       | 1960–1970 | 1960–1970 | 1960–1970 | 1960–1970 | 1960–1970 | 1960–1970 | 1960–1970 | 1960–1970 | 1960–1970 | 1960–1970 | 1970–1980 | 1970–1980 | 1970–1980 | 1970–1980 | 1970–1980 | 1970–1980 | 1970–1980 | 1970–1980 | 1970–1980 | 1970–1980 | 1980–1990 | 1980–1990 | 1980–1990 | 1980–1990 | 1980–1990 | 1980–1990 | 1980–1990 | 1980–1990 | 1980–1990 | 1980–1990 | 1990–2000 | 1990–2000 | 1990–2000 | 1990–2000 | 1990–2000 | 1990–2000 | 1990–2000 | 1990–2000 | 1990–2000 | 1990–2000 | 2000–2010 | 2000–2010 | 2000–2010 | 2000–2010 | 2000–2010 | 2000–2010 | 2000–2010 | 2000–2010 | 2000–2010 | 2000–2010 | 2010–2020 | 2010–2020 | 2010–2020 | 2010–2020 | 2010–2020 | 2010–2020 | 2010–2020 | 2010–2020 | 2010–2020 | 2010–2020 |
| Model       | 0         | 1         | 2         | 3         | 4         | 5         | 6         | 7         | 8         | 9         | 0         | 1         | 2         | 3         | 4         | 5         | 6         | 7         | 8         | 9         | 0         | 1         | 2         | 3         | 4         | 5         | 6         | 7         | 8         | 9         | 0         | 1         | 2         | 3         | 4         | 5         | 6         | 7         | 8         | 9         | 0         | 1         | 2         | 3         | 4         | 5         | 6         | 7         | 8         | 9         | 0         | 1         | 2         | 3         | 4         | 5         | 6         | 7         | 8         | 9         |
| 911         |           |           |           | F-Modell  | F-Modell  | F-Modell  | F-Modell  | F-Modell  | F-Modell  | F-Modell  | F-Modell  | F-Modell  | F-Modell  |           |           |           |           |           |           |           |           |           |           |           |           |           |           |           |           |           |           |           |           |           |           |           |           |           |           |           |           |           |           |           |           |           |           |           |           |           |           |           |           |           |           |           |           |           |           |           |
| 911         |           |           |           |           |           |           |           |           |           |           |           |           | G-Modell  |           |           |           |           |           |           |           |           |           |           |           |           |           |           |           |           |           |           |           |           |           |           |           |           |           |           |           |           |           |           |           |           |           |           |           |           |           |           |           |           |           |           |           |           |           |           |           |
| 964         |           |           |           |           |           |           |           |           |           |           |           |           |           |           |           |           |           |           |           |           |           |           |           |           |           |           |           |           |           | 964       | 964       | 964       | 964       | 964       |           |           |           |           |           |           |           |           |           |           |           |           |           |           |           |           |           |           |           |           |           |           |           |           |           |           |
| 993         |           |           |           |           |           |           |           |           |           |           |           |           |           |           |           |           |           |           |           |           |           |           |           |           |           |           |           |           |           |           |           |           |           | 993       | 993       | 993       | 993       | 993       | 993       |           |           |           |           |           |           |           |           |           |           |           |           |           |           |           |           |           |           |           |           |           |
| 996         |           |           |           |           |           |           |           |           |           |           |           |           |           |           |           |           |           |           |           |           |           |           |           |           |           |           |           |           |           |           |           |           |           |           |           |           |           |           | 996       | 996       | 996       | 996       | 996       | 996       | 996       | 996       | 996       |           |           |           |           |           |           |           |           |           |           |           |           |           |
| 997         |           |           |           |           |           |           |           |           |           |           |           |           |           |           |           |           |           |           |           |           |           |           |           |           |           |           |           |           |           |           |           |           |           |           |           |           |           |           |           |           |           |           |           |           | 997       | 997       | 997       | 997       | 997       | 997       | 997       | 997       | 997       | 997       |           |           |           |           |           |           |
| 991         |           |           |           |           |           |           |           |           |           |           |           |           |           |           |           |           |           |           |           |           |           |           |           |           |           |           |           |           |           |           |           |           |           |           |           |           |           |           |           |           |           |           |           |           |           |           |           |           |           |           |           | 991       | 991       | 991       | 991       | 991       | 991       | 991       | 991       | 991       |
| 992         |           |           |           |           |           |           |           |           |           |           |           |           |           |           |           |           |           |           |           |           |           |           |           |           |           |           |           |           |           |           |           |           |           |           |           |           |           |           |           |           |           |           |           |           |           |           |           |           |           |           |           |           |           |           |           |           |           |           |           | 992       |

## Singer Vehicle Design

### Základní informace
Zakladatelem firmy, která Porsche 911 upravuje, je Rob Dickinson z kapely Catherine Wheel. Firma je pojmenována po Norbertu Singerovi, jednom z mechaniků kteří pomáhali při vývoji závodních aut na Le Mans. Motto firmy je: „všechno je důležité“, vše je založeno na citu pro detail.[zdroj?]

### Možné konfigurace vozu

#### Cena
Ceny těchto upravených Porsche 911 se pohybují od 475 000 USD až na 1,8 miliónů USD,[zdroj?][kdy?] podle konfigurace (10 mil. až 38 mil. korun českých). Většina upravených vozů Porsche 911 byla vydražena za cenu vyšší než milión dolarů.

#### Motor
Singer Vehicle Design uchovává vzduchem chlazený motor, ručně sestavovaný v několika variantách (3,8 litru, 300 koní ; 3,8 litru, 350 koní; 4,0 litru 390 koní). Všechny motory jsou ploché šestiválce, (válce jsou položeny směrem od sebe, říká se mu také vodorovně protilehlý)
Jednou z hlavních exteriérových úprav je také takzvaný body-kit, (rozšíření vozidla v oblasti náprav a blatníků).

#### Exteriér
V rámci úprav může být dodána karbonová střecha, aktivní zadní spoiler nad motorem, upravená kapota a sluneční štít u vrchní části předního okna. Barvy od firmy Sikkens připomínají ty, které byly užívány v šedesátých a sedmdesátých letech 20. století.

#### Interiér
Interiér lze nakonfigurovat podle přání zákazníka. Přední sedadla, které jsou inspirovány značkou Recaro ze 70. let, jsou elektronicky polohovatelné, i v karbonové verzi. Volant, je klasický závodní ze 70. let z Porsche 917, které vyhrálo Le Mans. Je možné odstranit zadní sedačky.